# William Prager
William Prager, eigentlich (vor 1940) Willy Prager (* 23. Mai 1903 in Karlsruhe; † 17. März 1980 in Savognin/Zürich), war ein deutscher Ingenieur und Mathematiker. Bekannt ist er vor allem für seine Beiträge zur Plastizitätstheorie.

## Leben und Wirken
Willy Prager studierte Bauingenieurwesen an der Technischen Universität Darmstadt und erhielt 1925 sein Diplom. Im selben Jahr heiratete er seine Frau Gertrude „Ann“ Heyer und wurde 1926 in Darmstadt mit der Arbeit Beitrag zur Kinematik des Raumfachwerks promoviert. Nach zwei Jahren als Privatdozent in Darmstadt wurde er 1929 Privatdozent an der Georg-August-Universität Göttingen, wo er in Kontakt mit Ludwig Prandtl kam. 1932 wurde Prager zum Professor für Technische Mechanik und Direktor des Instituts für Mechanik in Karlsruhe ernannt. Er war zu dieser Zeit der jüngste Professor Deutschlands. Der Grund für seine frühe Berufung war sein hohes internationales Ansehen, begründet durch seine zahlreichen Veröffentlichungen und ein erstes Buch zur Angewandten Mathematik. Mit Hitlers Machtergreifung wurde der jüdischstämmige Prager jedoch aus dem Amt gedrängt. Prager ließ sich die Behandlung durch die Nationalsozialisten nicht gefallen, klagte vor Gericht gegen seine Entlassung und gewann. Er erreichte eine Nachzahlung für den Lohn, den er erhalten hätte, wenn er das Amt hätte ausüben können. Ihm wurde auch erlaubt, seine Professur in Deutschland wieder aufzunehmen, was er aber ablehnte. 1933 verließ Prager Deutschland und ging in die Türkei, wo er Professor für Theoretische Mechanik an der Universität Istanbul wurde.
In der Türkei führte er seine Forschung auf höchstem Niveau fort, er veröffentlichte in Deutsch, Türkisch, Französisch und Englisch. Er lernte Türkisch in zwei Jahren und schrieb Lehrbücher in Türkisch für seine Studenten über Darstellende Geometrie und elementare Mechanik.
Zudem erteilte er auf Wunsch von Alfred Kantorowicz, der sich ebenfalls im türkischen Exil befand, auch Statik- und Trigonometrieunterricht für Studenten der Zahnmedizin im Rahmen des Faches Prothetik.
Mit dem Ausbruch des Zweiten Weltkrieges und dem deutschen Vormarsch 1940 entschied sich Prager, in die USA zu übersiedeln, wo er ein Angebot der Brown University hatte. Die Reise erwies sich in dieser Zeit jedoch als schwierig. Er musste einen großen Umweg in Kauf nehmen, um schließlich an die Brown University zu gelangen, wo er Otto Neugebauer, den er noch von Göttingen kannte, kontaktiert hatte. Unter Prager entstand an der Brown University ein Zentrum der Plastizitätstheorie in den USA. Dort waren unter anderem Daniel C. Drucker (1918–2001) und Philip G. Hodge wichtige Mitarbeiter. Mit Drucker wandte er die Plastizitätstheorie auch in der Bodenmechanik an.
Im April 1943 gründete Prager das Journal „Quarterly of Applied Mathematics“ und blieb bis 1965 der Herausgeber.
1963 verließ er die Brown University (wo er später Professor Emeritus war) und wurde Wissenschaftler (Resident Consultant) am Zürcher Forschungslaboratorium von IBM. Ab 1965 war er Professor für Angewandte Mechanik an der University of California, San Diego. Ab 1973 ging er in den Ruhestand nach Savognin.

## Ehrungen
1951 wurde Prager in die American Academy of Arts and Sciences gewählt, 1968 wurde er Mitglied der National Academy of Sciences. Außerdem war er Mitglied der National Academy of Engineering sowie der Polnischen und Französischen Akademie der Wissenschaften. Er erhielt die Timoshenko-Medaille der American Society of Mechanical Engineers und die Kármán-Medaille der American Society of Civil Engineers. Er war mehrfacher Ehrendoktor (Lüttich, Poitiers, Mailand, Waterloo/Ontario, Hannover, Brown University (Providence, RI), Manchester, Brüssel und Stuttgart).

## William-Prager-Medaille
Die „Society of Engineering Science“ gibt in Gedenken an William Prager seit 1983 einen Wissenschaftspreis für herausragende Leistungen in theoretischer oder experimenteller Festkörpermechanik heraus, die William Prager Medal.

## Schriften
- mit Kurt Hohenemser: Dynamik der Tragwerke. Eine Schwingungslehre für Bauingenieure, Springer 1933
- The extremum principles in the mathematical theory of elasticity and their use in stress analysis, Bulletin University of Washington  Engineering Experiment Station, Seattle, 1950 (Hypercircle Method)
- mit Philip G. Hodge: The theory of perfectly plastic solids, Wiley 1951
- Probleme der Plastizitätstheorie, Birkhäuser 1954
- Theorie ideal plastischer Körper, Springer 1954
- An introduction to plasticity, Addison-Wesley 1959
- Einführung in die Kontinuumsmechanik, Birkhäuser 1961 (Vorlesungen an der ETH Zürich)
- Introduction to basic Fortran programming and numerical methods, Blaisdell 1965
- Introduction to structural optimization, 1974 (Vorlesungen in Udine)